# Антанас Сметона
Антанас Сметона (на литовски: Antanas Smetona) е литовски държавник и журналист, който през 1919 г. става първият президент на страната, а по-късно се завръща вече като авторитарен държавен глава. Той е сред най-видните националисти в историята на страната.
След избухването на революцията в Русия през 1905 г., Сметона, който три години по-рано е завършил право, става редактор на първия литовски ежедневник („Виляус Жиниос“) и на органа на Демократическата партия („Лиетувос Укининкас“). Избран е за член на президиума на Вилнюския сейм, който обявява литовската автономия в рамките на Руската империя през 1905 г. Макар интензитетът на политическата дейност да намалява след потушаването на революцията, Сметона продължава журналистическата си кариера, пишейки за „Вилтис“ (1907 – 1913) и основавайки „Вайрас“ (1913), който по-късно се превръща в орган на Националистическата партия.
Когато Германската империя окупира Литва през Първата световна война, Сметона е единодушно избран за президент през септември 1917 г. от Литовската Тариба, а след като Тарибата обявява независимостта на Литва през 1918 г., той служи като временен президент на република от април 1919 г. до юни 1920 г. През 1921 г. заема поста на председател на литовската делегация в Рига, съставена за разрешаването на латвийско-литовския граничен спор.
След военния преврат от 16 – 17 декември 1926 г., организиран от националистическа групировка, подкрепяна от християндемократите, Сметона отново е избран за президент на Литва. Той е преизбран през 1931 г. и отново през 1938 г. Управлява авторитарно, чрез укази. При неговата власт са арестувани комунисти и са затворени много полскоезични училища. На 15 юни 1940 г., когато Литва е окупирана от Съветския съюз, Антанас Сметона бяга в Германия, а оттам през март 1941 г. заминава за САЩ, където загива в пожар преди да е приключила Втората световна война.